# Zivanía

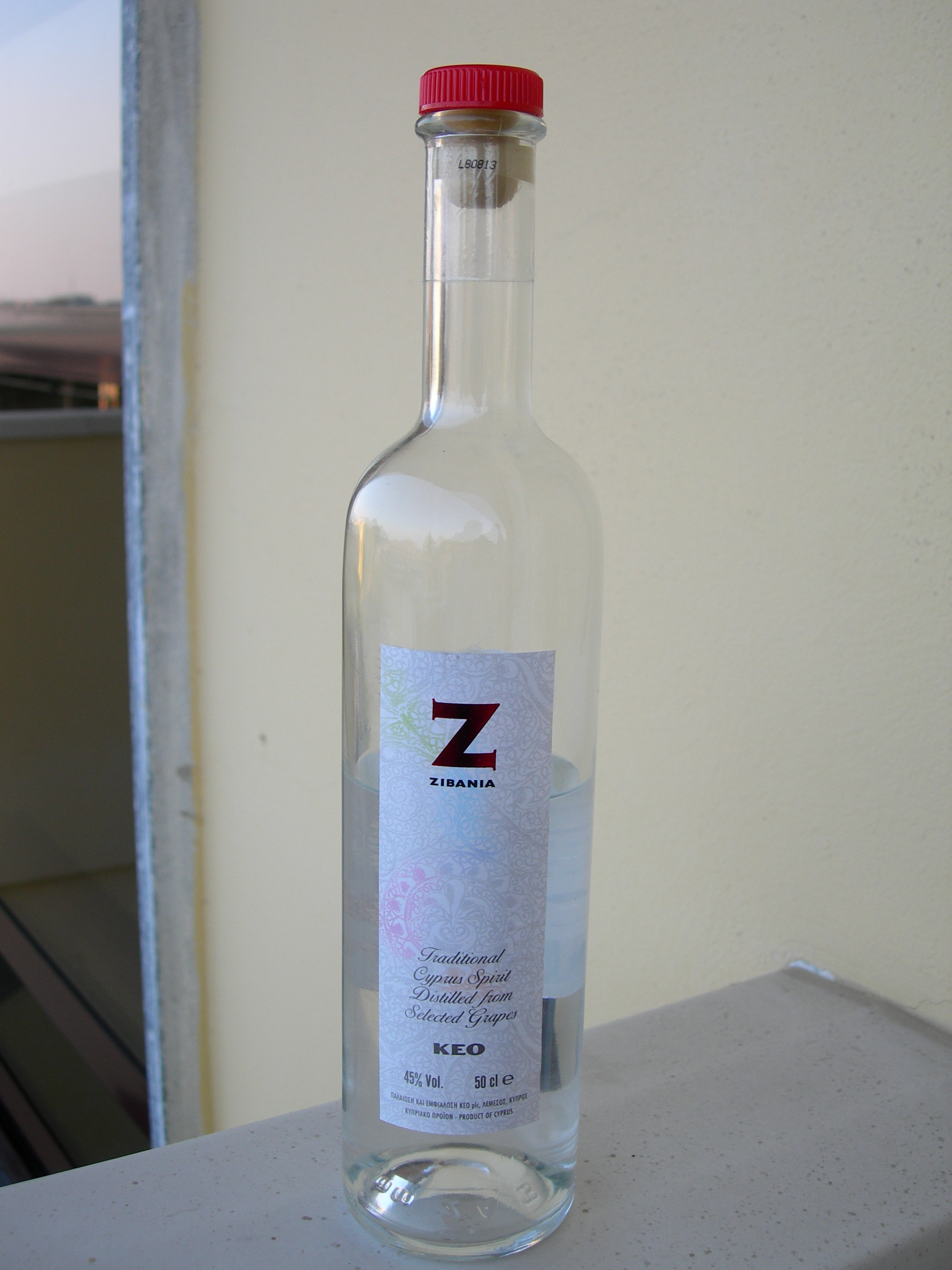
Une bouteille de zivanía.

La zivanía (grec moderne : ζιβανία) est une eau-de-vie de raisin, décrite selon les cas comme un marc, une fine ou une production combinant les principes des deux précédents, élaborée sur l'Île de Chypre. 
Elle se caractérise par son aspect incolore, son léger arôme de raisin, ainsi que son absence de sucres et d'acidité. Issue de la distillation de raisins provenant de deux cépages endémiques de l'île (le Mavro et le Xynisteri), elle titre généralement à 45 degrés.

## Histoire
Les débuts de la production de zivanía sont vraisemblablement associés au développement de la viniculture dans l'île dès le XVe siècle pendant la domination de la république de Venise sur Chypre,. Cette production a perduré sous les règnes successifs des Ottomans et des Britanniques : en effet, les comptes rendus de voyage de Giovanni Mariti en 1772 et de Samuel White Baker en 1879 évoquent tous deux une eau-de-vie distillée fabriquée à base de raisins, dont la description correspond à celle de la zivanía,.
En 1949, un décret colonial britannique interdit la distribution et l'exportation de zivanía et restreint sa production à la seule consommation personnelle du producteur. Ce décret fut aboli en 1998.
Depuis 2004, l'appellation zivanía est reconnue et protégée à l'échelle de l'Union Européenne.

## Production
Les grappes de raisin sont d'abord foulées et éraflées ; on retrouve ce procédé, qui vise à faire éclater les baies des raisins, dans la production du vin rouge. Le moût et le marc sont ensuite portés à fermentation, puis à distillation[réf. nécessaire]. Si autrefois la distillation avait lieu dans des alambics en bronze, de nos jours les distilleries de zivanía utilisent principalement des cuves en acier inoxydable.